# Loïc Rémy
Loïc Rémy (n. 2 ianuarie 1987, Rillieux-la-Pape, communauté urbaine de Lyon⁠(d), Franța) este un fotbalist francez retras din activitate care a evoluat pe postul de atacant.
Rémy și-a început cariera jucând pentru un club local de tineret din orașul său natal, Lyon, înainte de a se alătura celui mai mare club din oraș, Lyon, alăturându-se academiei de tineret. În 2005, a fost promovat la echipa de seniori și s-a străduit să se stabilească în trei sezoane sub antrenorii Gérard Houllier și Alain Perrin. În 2008, a fost împrumutat la Lens și, după o perioadă de succes, a fost achiziționat de Nice înainte de sezonul 2008-2009. Cu Nice, Rémy a înflorit în rolul de atacant, marcând peste 25 de goluri în cei doi ani petrecuți la club. În 2010, după ce a susținut interesul mai multor cluburi din țară și din străinătate, Rémy s-a alăturat campioanei în curs, Marseille, cu un contract de cinci ani. S-a mutat pentru prima dată în străinătate pentru a se alătura celor de la Queens Park Rangers în ianuarie 2013, dar nu a putut împiedica retrogradarea acestora. În sezonul următor, a rămas în Premier League împrumutat la Newcastle United. În vara lui 2014, Rémy a semnat cu Chelsea pentru suma estimată de 10,5 milioane de lire sterline, unde a câștigat Cupa Ligii și Premier League în primul său sezon. A fost trimis sub formă de împrumut la Crystal Palace pe 30 august 2016, dar s-a întors aproape imediat la Chelsea luna următoare, după ce a suferit o accidentare la gleznă.
Rémy este un fost internațional sub 20 și sub 21 de ani a Franței. A obținut prima selecție la naționala mare a Franței în iunie 2009 împotriva Nigeriei și a jucat, de asemenea, la Campionatul Mondial de Fotbal 2014.

## Statistici carieră

### Club
La 2 Nov 2013.
| Club                    | Sezon   | Ligă    | Ligă   | Cupă    | Cupă   | Cupa Ligii | Cupa Ligii | Continent | Continent | Altele  | Altele | Total   | Total  |
| Club                    | Sezon   | Meciuri | Goluri | Meciuri | Goluri | Meciuri    | Goluri     | Meciuri   | Goluri    | Meciuri | Goluri | Meciuri | Goluri |
| ----------------------- | ------- | ------- | ------ | ------- | ------ | ---------- | ---------- | --------- | --------- | ------- | ------ | ------- | ------ |
| Lyon                    | 2006–07 | 6       | 0      | 0       | 0      | 0          | 0          | 1         | 0         | 0       | 0      | 7       | 0      |
| Lyon                    | 2007–08 | 6       | 0      | 0       | 0      | 1          | 0          | 1         | 0         | 0       | 0      | 8       | 0      |
| Lyon                    | Total   | 12      | 0      | 0       | 0      | 1          | 0          | 2         | 0         | 0       | 0      | 15      | 0      |
| Lens                    | 2007–08 | 10      | 3      | 0       | 0      | 2          | 1          | —         | —         | —       | —      | 12      | 4      |
| Lens                    | Total   | 10      | 3      | 0       | 0      | 2          | 1          | —         | —         | —       | —      | 12      | 4      |
| Nice                    | 2008–09 | 32      | 11     | 1       | 0      | 3          | 0          | —         | —         | —       | —      | 36      | 11     |
| Nice                    | 2009–10 | 34      | 14     | 1       | 1      | 1          | 1          | —         | —         | —       | —      | 36      | 16     |
| Nice                    | 2010–11 | 2       | 1      | 0       | 0      | 0          | 0          | —         | —         | —       | —      | 2       | 1      |
| Nice                    | Total   | 68      | 26     | 2       | 1      | 4          | 1          | —         | —         | —       | —      | 74      | 28     |
| Marseille               | 2010–11 | 31      | 15     | 1       | 0      | 2          | 0          | 7         | 2         | 0       | 0      | 41      | 17     |
| Marseille               | 2011–12 | 29      | 12     | 3       | 1      | 3          | 4          | 6         | 2         | 1       | 1      | 42      | 20     |
| Marseille               | 2012–13 | 8       | 0      | 0       | 0      | 0          | 0          | 4         | 2         | 0       | 0      | 12      | 2      |
| Marseille               | Total   | 68      | 27     | 4       | 1      | 5          | 4          | 17        | 6         | 1       | 1      | 95      | 39     |
| Queens Park Rangers     | 2012–13 | 14      | 6      | 0       | 0      | 0          | 0          | —         | —         | —       | —      | 14      | 6      |
| Queens Park Rangers     | Total   | 14      | 6      | 0       | 0      | 0          | 0          | —         | —         | —       | —      | 14      | 6      |
| Newcastle United (loan) | 2013–14 | 8       | 6      | 0       | 0      | 0          | 0          | —         | —         | —       | —      | 8       | 6      |
| Total                   | Total   | 180     | 68     | 6       | 2      | 12         | 6          | 19        | 6         | 1       | 1      | 218     | 83     |

### Internațional
(Corect la 15 Oct. 2013.)
| Echipa | Sezon   | Meciuri | Goluri | Pase de gol |
| ------ | ------- | ------- | ------ | ----------- |
| Franța | 2008–09 | 1       | 0      | 0           |
| Franța | 2009–10 | 0       | 0      | 0           |
| Franța | 2010–11 | 10      | 1      | 0           |
| Franța | 2011–12 | 6       | 3      | 1           |
| Franța | 2012–13 | 1       | 0      | 0           |
| Franța | 2013–14 | 2       | 0      | 0           |
| Total  | Total   | 20      | 4      | 1           |

#### Goluri internaționale
| # | Data              | Stadion                                              | Oponent                    | Scor | Rezultat | Competiție                         |
| - | ----------------- | ---------------------------------------------------- | -------------------------- | ---- | -------- | ---------------------------------- |
| 1 | 9 octombrie 2010  | Stade de France, Saint-Denis, Franța                 | România                    | 1–0  | 2–0      | Calificările pentru UEFA Euro 2012 |
| 2 | 10 august 2011    | Stade de la Mosson, Montpellier, Franța              | Chile                      | 1–0  | 1–1      | Amical                             |
| 3 | 7 octombrie 2011  | Stade de France, Saint-Denis, Franța                 | Albania                    | 2–0  | 3–0      | Calificările pentru UEFA Euro 2012 |
| 4 | 11 noiembrie 2011 | Stade de France, Saint-Denis, Franța                 | Statele Unite ale Americii | 1–0  | 1–0      | Amical                             |
| 5 | 27 mai 2014       | Stade de France, Saint-Denis, Franța                 | Norvegia                   | 3–0  | 4–0      | Amical                             |
| 6 | 4 septembrie 2014 | Stade de France, Saint-Denis, Franța                 | Spania                     | 1–0  | 1–0      | Amical                             |
| 7 | 14 octombrie 2014 | Vazgen Sargsyan Republican Stadium, Yerevan, Armenia | Armenia                    | 1–0  | 3–0      | Amical                             |

## Palmares

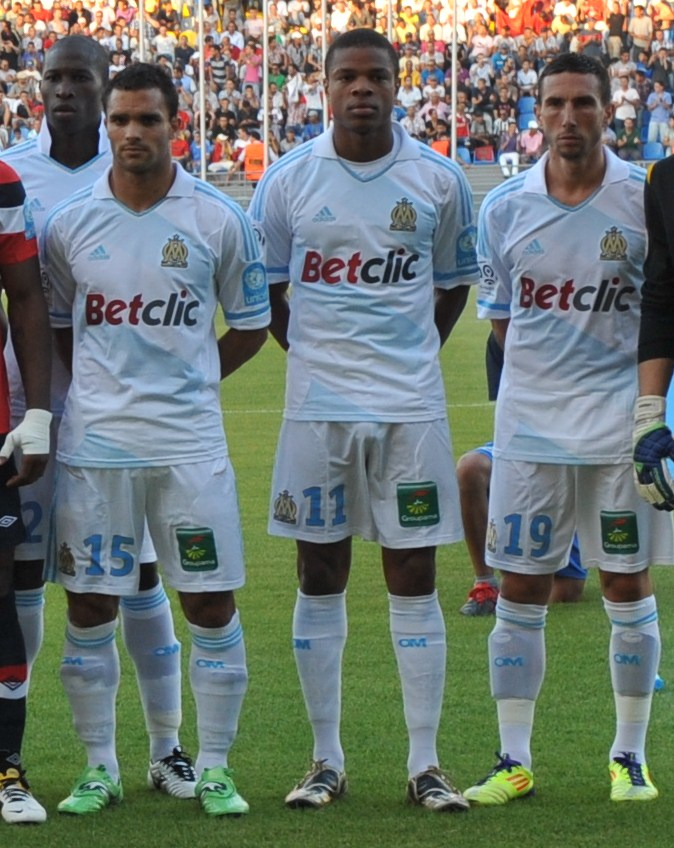
Loïc Rémy (11) jucând în Trophée des champions 2011

### Club
Lyon
- Ligue 1: 2006–07, 2007–08
- Trophée Des Champions: 2007

Marseille
- Coupe de la Ligue: 2010–11
- Trophée Des Champions: 2011